# Харківський собор (1992)
Харківський собор (Харківський архієрейський собор), також Харківський розкол — собор єпископів Української православної церкви, який відбувся 27-28 травня 1992 року в Харкові на території Покровського монастиря під керівництвом митрополита Харківського і Богодухівського Никодима (Руснака), на якому було висунуто недовіру митрополиту Філарету, що фактично збільшило розкол в Українській православній церкві Московського патріархату. Митрополит Никодим зумів скликати 16 з 18-ти вищих ієрархів без відома і згоди предстоятеля УПЦ МП. На собор не був запрошений законний предстоятель УПЦ МП митрополит Філарет (Денисенко). За свідченням очевидців проведення цього собору було організоване російськими спецслужбами.
|                                     | В УПЦ протягом зими-весни 1992 р. склалася ситуація, подібна до Криму в лютому-березні 2014-го чи на Донбасі в квітні-червні того ж року. Є глава Церкви – митрополит Філарет, який підтримує незалежність, є одноголосне рішення Собору УПЦ 1-3 листопада 1991 р. про автокефалію – але з Москви ведеться індивідуальна робота з єпископами щодо поновлення їхньої лояльності "Центру". Як з кримськими та донецькими можновладцями і "елітами". І коли вона проведена – здійснюється переворот. Псевдособор в Харкові 25 років тому був організований за тією ж схемою, що і "рішення ВР АР Крим про референдум" у лютому 2014-го. Легітимні депутати Верховної Ради Криму під охороною кремлівських спецслужб за закритими дверима проголосили беззаконне рішення. Бо з ними "попрацювали". Бо Москви вони боялися більше, ніж Києва… Отак і існує МПвУ досі: як люди в Криму і ОРДЛО під російською окупацією. Хтось цьому щиро радіє, хтось терпить, хтось просто закриває очі, а хтось щиро чекає визволення. |
| — Євстратій (Зоря), єпископ УПЦ КП, | |

Усупереч православним канонам та Статутові УПЦ незаконними зборами єпископів у Харкові митрополит Філарет, без слідства був засуджений до звільнення з посади та заборони у священнослужінні. УПЦ Київського Патріархату вважає що УПЦ Московського Патріархату створена на так званому «Харківському соборі» УПЦ МП є частиною Української Православної Церкви, яка відкололася від свого предстоятеля, порушила рішення Помісного Собору про автокефалію та увійшла в підпорядкування РПЦ. УПЦ МП, як церковно-адміністративна структура, не може називатися Церквою, бо вона не має статусу ні автокефальної, ні автономної, тим більше — Помісною Церквою.
На місце діючого предстоятеля УПЦ було обрано митрополита Ростовського, керуючого справами Московського Патріархату Володимира (Сабодана), українця за походженням та лояльного по відношенню до Московської патріархії. Хоча згідно зі Статутом УПЦ предстоятель обирається з числа єпископату самої УПЦ, до якого Володимир (Сабодан), як митрополит Ростовський, не належав. Керуючись рішеннями цього собору 11 червня 1992 року Архієрейський собор РПЦ неканонічно проголосив про позбавлення митрополита Філарета священного сану, тим самим остаточно прийнявши бік розкольників з числа єпископату УПЦ.

## Думка УПЦ Київського Патріархату
УПЦ Київського Патріархату вважає що учасники Харківського собору порушили священні канони (34-го Апостольського правила, 14 правила Двократного Константинопольського Собору) а також порушили постанову Архієрейського собору Російської Православної Церкви від 25-27 жовтня 1990 року про дарування Українській Православній Церкві самостійності й незалежності в управлінні. На думку УПЦ КП їхнє порушення полягає в тому, що вони не дотримали цієї самостійності й незалежності, підкорившись рішенням Московського Священного Синоду від 7 і 21 травня 1992 р. хоча рішення і влада цього синоду РПЦ не поширюється на управління в УПЦ. Фактично вони відмовилися від незалежності й самостійності УПЦ і тим самим відкололися від неї.
Також учасники собору порушили вони порушили 3 і 7 статті ІІІ глави й 9 статтю V глави статуту УПЦ, у яких говориться, що Собори УПЦ скликає Предстоятель Української Православної Церкви Митрополит Київський і всієї України. Харківський собор скликав рядовий єпархіальний архієрей митрополит Харківський Никодим і головував на ньому. Також 2 і 12 статті V глави та 6 статтю ІІІ глави, де говориться, що Собор обирає Предстоятеля Української Православної Церкви із середовища українського єпископату, а Харківський собор всупереч цьому обрав керуючого справами Московської патріархії митрополита Володимира (Сабодана) із середовища Російської Церкви, а не Української.

## Реакція держави
29 травня 1992 р. заяву про порушення Статуту про управління УПЦ прийняла Рада у справах релігій при Кабінеті Міністрів України. З осудом дій харківських розкольників виступила і Президія Верховної Ради України, прийнявши відповідну заяву, де, зокрема, зазначалося:
|  | Рада у справах релігій при Кабінеті Міністрів України, вивчивши правомірність Харківського Собору УПЦ, визначила, що він проведений з порушеннями Статуту Української православної церкви, а тому його рішення не можуть бути визнаними. |

|  | Президія Верховної Ради України закликає духовенство і мирян УПЦ виявити зваженість, не ускладнювати й так доволі напружену релігійну обстановку в Україні, пам'ятати про миротворчу функцію церкви - виховання віруючих в дусі братерства і єдності. Ми висловлюємо сподівання, що верховні душпастирі УПЦ дійдуть злагоди й замирення, покажуть приклад високої патріотичної і християнської відповідальності за долю народу України.. |

|                           |                                     |                             |
| Загальний вигляд будівлі. | Вхід в будівлю і меморіальна дошка. | Меморіальна дошка зблизька. |

У 2002 році Генеральна прокуратура України оскаржила постанову Ради у справах релігій при Кабінеті міністрів від 1992 року. Генпрокуратура спрямувала свій протест до державного Комітету з питань релігій, пропонуючи скасувати десятирічної давнини рішення про реєстрацію Української православної церкви Київського патріархату як таке, що суперечить Закону України про свободу совісті і релігійних організацій.

## Пам'ять про подію

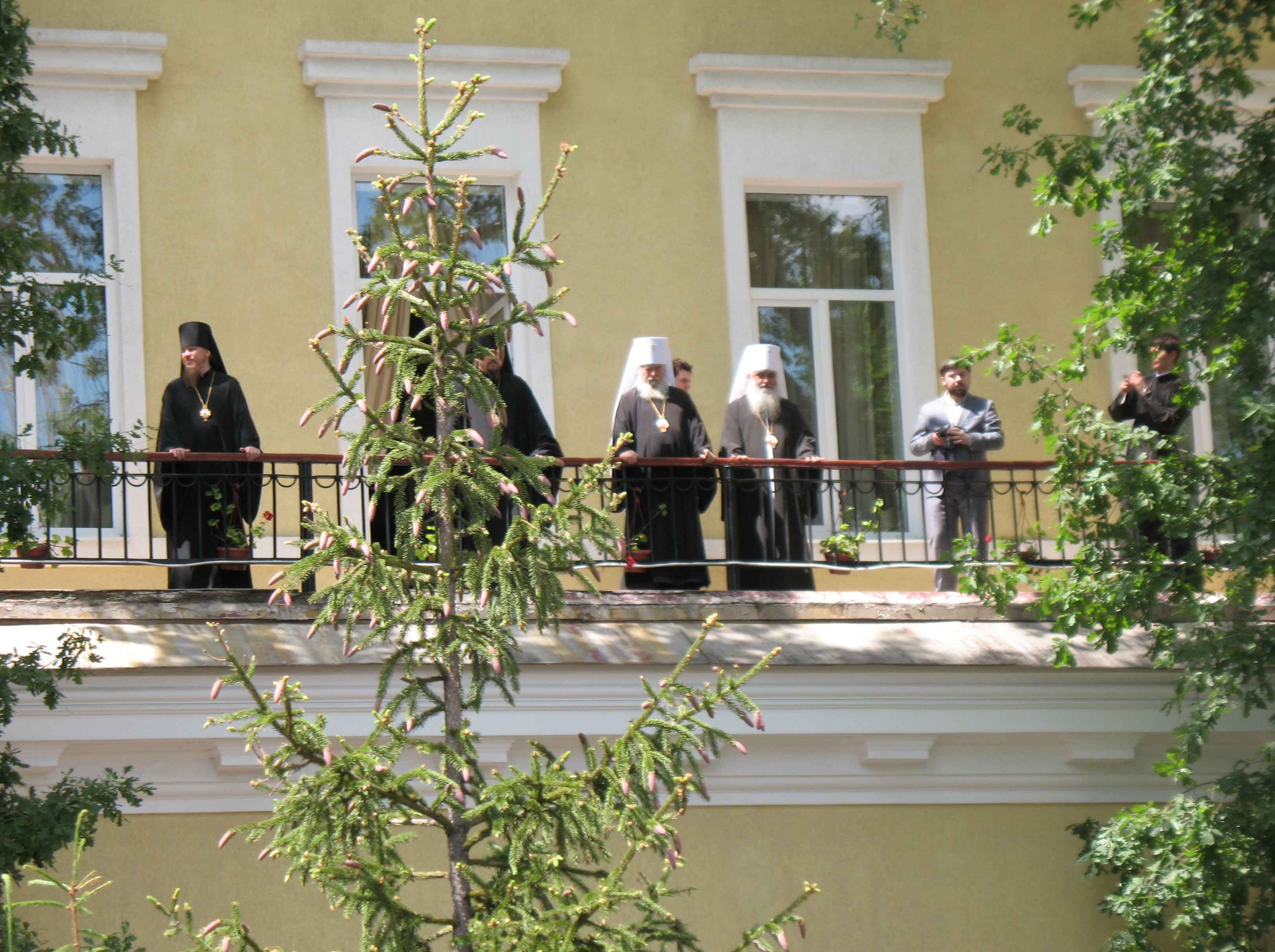
Митрополити Миколаївський і Вознесенський Питирим (праворуч) і Дніпропетровський і Павлоградський Іриней (ліворуч) на святкуванні 20-річчя Харківського собору

- На будівлі, де проводився Харківський собор, була встановлена меморіальна дошка.
- У 2002 році в харківському кафедральному Благовіщенському соборі пройшла урочиста служба в пам'ять 10-річчя Харківського собору, в якій брав участь митрополит Володимир (Сабодан).
- У 2007 році до 15-річчя собору в харківському Покровському монастирі і в Києво-Печерській Лаврі відбулися науково-практичні конференції.
- 27 травня 2012 року, у пам'ять про 20-ліття собору, в Харкові пройшла Божественна літургія у Благовіщенському кафедральному соборі, на якій разом співслужили три митрополита, 9 архієреїв і сонм ієреїв Російської, Української і Болгарської Православних Церков, яку з благословення Митрополита Київського і всієї України Володимира очолив митрополит Сімферопольський Лазар.
- У 2012 році до 20-річчя собору в Харкові пройшла науково-практична конференція.
- Також у 2012 році Києві, в рамках святкування 20-річчя Харківського собору, пройшла конференція в Українському домі та прес-службою УПЦ були випущені три книги.
- Ювілейна медаль УПЦ «Харківський собор — 10 років» двох ступенів (2002).
- Ювілейна медаль «Харківський собор — 15 років» (2007).

|                                        |                                     |                                             |                     |
| Захід хресного ходу на Купецький міст. | Корогвоносці на мосту через Лопань. | Хресний хід входить в Покровський монастир. | Православні миряни. |

У червні-липні 2017 року, в рамках святкування ювілею 25-річчя Харківського Архієрейського Собору, у всіх єпархіях Української Православної Церкви пройшли Хресні ходи.